# Millettia nitida
Millettia nitida es una especie de leguminosa perteneciente al género Millettia. Es originaria de China.

## Propiedades
M. nitida produce un número de compuestos químicos entre los que se encuentra genisteina-8-C-β-D-apiofuranosyl-(1→6)-O-β-D-glucopyranoside, calycosina, isoliquiritigenina, formononetina, gliricidina, 8-O-methylretusin, dihydrokaempferol, biochanina, afromosina e hirsutissimisida F interactúa con trombina, mientras sphaerobiosida, formononetina-7-O-β-D-apiofuranosyl-(1→6)-O-β-d-glucopyranoside, genisteina-5-methylether-7-O-α-L-rhamnopyranosyl-(1→6)-O-β-D-glucopyranoside, retusin-7,8-O-β-D-diglucopyranoside, symplocosida, ononina, genistina, afromosina-7-O-β-D-glucopyranosida, lanceolarina, liquiritigenina, 7,2-dihydroxy,4-methoxyisoﬂavana y sphaerobiosida no se une a la trombina.

## Taxonomía
Millettia nitida fue descrita por George Bentham y publicado en London Journal of Botany 1: 484. 1842.
Sinonimia
- Millettia kueichouensis Hu
- Millettia nitida var. nitida
- Phaseolodes nitidum (Benth.) Kuntze[4]